# Okres Tamsweg
Okres Tamsweg (jenž je územně identicky s regionem Lungau) je okres na jihovýchodě rakouské spolkové země Salcbursko.

## Geografie
Sídlem okresu je městys Tamsweg. Okres se dále člení na 15 obcí (z toho 4 městysy). Sousedí na jihu s Korutany, na východě se Štýrskem a na severozápadě se salcburským regionem Pongau. Má rozlohu 1 019,65 km² a žije zde 20 437 obyvatel (k 1. 1. 2023).
Okres se nachází v nitru Alp na nejhořejším povodí Mury a jejího přítoku Jižní Taurach. Je řídce zalidněný a z velké části pokrytý velehorami. Nejnižší bod území se nachází asi 930 metrů nad mořem a nejvyšší vrch Großer Hafner dosahuje výšky 3076 m. V rámci Salcburska jde o území oddělené od zbytku země masivem Taur, který překonává silnice B99 přes vysoké sedlo (1738 m n. m.) v letovisku Obertauern a Taurský tunel na dálnici A10.

## Obce

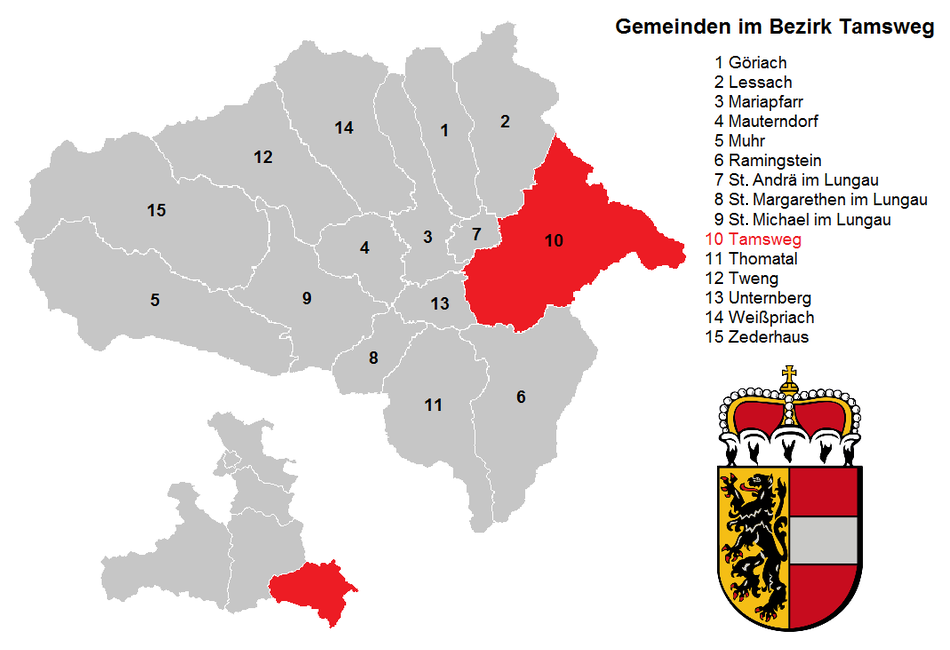
Obce v okrese Tamsweg

Městysy:
- Mariapfarr
- Mauterndorf
- St. Michael im Lungau
- Tamsweg

Obce:
- Göriach
- Lessach
- Muhr
- Ramingstein
- St. Andrä im Lungau
- St. Margarethen im Lungau
- Thomatal
- Tweng
- Unternberg
- Weißpriach
- Zederhaus